# Häsebach
Der Häsebach ist ein südwestlicher und orographisch rechter Zufluss der Gerdau im niedersächsischen Landkreis Uelzen.

## Name
Im 16. Jahrhundert wurde der Bach als Hesebeck bezeichnet. Der Name leitet sich vom niederdeutschen Wort hees für 'Buschwald' ab.

## Geografie

### Verlauf

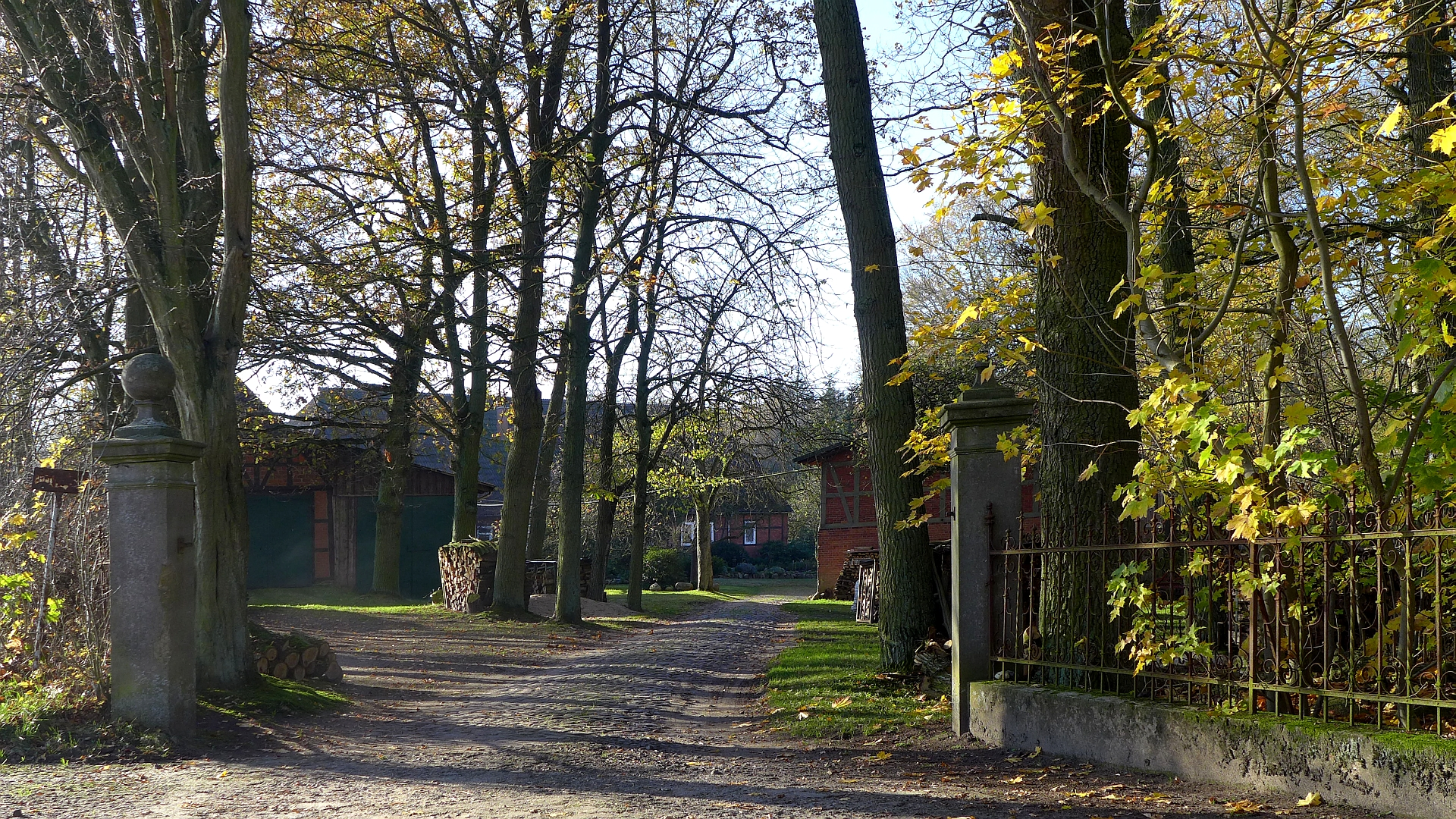
Gehöft Klintmühle am Häsebach südlich von Groß Süstedt (2013)

Die Quelle des Häsebachs liegt in Dreilingen, einem Ortsteil der Gemeinde Eimke, östlich der Kreisstraße 47 (dort Unterlüßer Straße genannt). Von dort fließt der Bach in überwiegend nordöstlicher Richtung. Kurz nach seinem Ursprung verläuft er unterhalb von Dreilingen südöstlich des Kruckbergs (103 m) in landwirtschaftlich genutztem Gelände auf etwa 350 m Länge unterirdisch kanalisiert.
Anschließend passiert der Häsebach nahe dem Forsthaus Niebeck mehrere Fischteiche, um dann das 398 ha große Naturschutzgebiet Mönchsbruch zu durchqueren. Dabei fließt er westlich vorbei an Bargfeld, einem Ortsteil der Gemeinde Gerdau. Dann passiert der Häsebach die südöstlich des Gerdauer Ortsteils Groß Süstedt stehende Klintmühle, an der sich der Mühlenteich befindet, um kurz darauf nach Unterqueren der Bundesstraße 71 in den dort von Westnordwesten kommenden Ilmenau-Quellfluss Gerdau zu münden.